# زندگی من (چخوف)
زندگی‌من (به روسی: Моя жизнь)٬ (به انگلیسی: My Life) نام داستانی کوتاه است که توسط آنتوان چخوف، نویسندهٔ اهل روسیه نوشته شده‌است. این داستان یکی از آثار مشهور ادبی جهان است.
زندگی من یکی از مهم ترین و البته منسجم ترین داستانهای چخوف است. داستان روایتی است خواندنی از سالهای پس از قتل الکساندر دوم سالهایی که تغییرات شگفتی در اوضاع اجتماعی و زمانه روسیه رخ داد روزگاری که برای بسیاری از مردم روسیه با عسرت و تهیدستی و نکبت فقر همراه بود اما امید به روزهای پیش رو زنده بود و نفس می کشید.